# بمب‌گذاری‌های ۱۹۷۷ مسکو
بمب‌گذاری‌های ۱۹۷۷ مسکو (انگلیسی: 1977 Moscow bombings) یک رشته از سه بمب‌گذاری تروریستی در مسکو بود که در روز ۸ ژانویه ۱۹۷۷ انجام گرفت. در این بمب‌گذاری‌های ۷ نفر از مردم کشته و ۳۷ نفر دیگر به شدت مجروح شدند. هیچ فرد و گروهی مسئولیت این بمب‌گذاری‌ها را بر عهده نگرفت، اگر چه سه عضو تشکیلات ملی‌گرای ارمنی بعد از بازجویی و محاکمه مخفیانه توسط کاگ‌ب، در اوایل سال ۱۹۷۹ اعدام شدند. برخی از مخالفان حکومت در شوروی گفتند که مظنونین در صحنه جرم حضور نداشتند.